# عمر هيرنانديز (لاعب كرة قدم)
عمر هيرنانديز (بالإنجليزية: Omar Hernandez)‏ هو لاعب كرة قدم أمريكي في مركز الوسط، ولد في 4 مايو 2001 في دالتون في الولايات المتحدة.